# Groß-Siegharts
Groß-Siegharts (även: Gross-Siegharts) är en stadskommun i det österrikiska förbundslandet Niederösterreich. Den ligger i distriktet Waidhofen an der Thaya, cirka 10 kilometer öster om staden Waidhofen an der Thaya.
Gross-Siegharts omnämndes för första gången 1299. Sedan 1700-talet har Gross-Siegharts varit ett centrum för textilindustrin när grevarna av Mallenthein grundade ett textilfaktori. Gross-Siegharts blev en köping 1727 och fick stadsprivilegium 1928.

## Stadsbild och sevärdheter
På 1700-talet byggdes den barocka stadskyrkan och det gamla slottet från 1300-talet byggdes om och ut. Slottet är idag stadshus.
Textilmuseet dokumenterar textilindustrin utveckling och dess betydelse för staden.

## Orter
Kommunen består av åtta orter (Ortschaften) (inom parentes invånarantal 1 januari 2024):

- Ellends (94)
- Fistritz (118)
- Groß-Siegharts (1 910)
- Loibes (42)
- Sieghartsles (77)
- Waldreichs (271)
- Weinern (67)
- Wienings (95)

## Politik
| Kommunvalen i Gross-Siegharts 2015 | Kommunvalen i Gross-Siegharts 2015 | Kommunvalen i Gross-Siegharts 2015 | Kommunvalen i Gross-Siegharts 2015 | Kommunvalen i Gross-Siegharts 2015 |
| ---------------------------------- | ---------------------------------- | ---------------------------------- | ---------------------------------- | ---------------------------------- |
|                                    |                                    |                                    |                                    |                                    |
| Partier                            | Andel                              |                                    | Antal                              | Mandat                             |
| Socialdemokraterna                 | 52,98 %                            |                                    | 924                                | 11                                 |
| Socialdemokraterna                 | -6,04 %                            |                                    | -231                               | -3                                 |
| Folkpartiet                        | 37,27 %                            |                                    | 650                                | 8                                  |
| Folkpartiet                        | +3,03 %                            |                                    | -20                                | ±0                                 |
| Frihetspartiet                     | 9,75 %                             |                                    | 170                                | 2                                  |
| Frihetspartiet                     | +3,00 %                            |                                    | +38                                | +1                                 |
| Ogiltiga röster                    | 3,38 %                             |                                    | 61                                 |                                    |
| Ogiltiga röster                    | +0,02 %                            |                                    | -7                                 |                                    |
| Valdeltagande                      | 62,59 %                            |                                    | 1805                               | 21                                 |
| Valdeltagande                      | -6,57 %                            |                                    | -220                               | -2                                 |